# 土臭素
土臭素（英語：Geosmin）是一种由放线菌产生的、具有新鲜泥土气味的倍半萜类化合物 以及雨的氣味（潮土氣味）。饮用水中的土臭素与2-甲基异莰醇是引起异味的主要原因，并且人对土臭素的气味十分敏感，自然水体中每升含6纳克至10纳克的土臭素，就可以被人所感知到。甜菜的泥土气味、天气干旱后降雨时空气中的气味或当土壤被翻动时所产生的气味（潮土油）都是由它引起的。
土臭素也可以看作是双环醇，是十氢化萘的衍生物，分子式为C12H22O；名字取自希腊语的γεω“泥土”和ὀσμή“气味”，美国生物化学家Nancy N. Gerber（1929－1985）和生物学家Hubert A. Lechevalier（1926－2015）在1965年创造了Geosmin这个词。

## 产生
许多蓝绿藻、放线菌以及一些真核生物都是产生土臭素的生物来源，浮丝藻属、胶鞘藻属和鱼腥藻属是最主要的产生土臭素的蓝绿藻，链霉菌属是主要产生土臭素的放线菌。当这些细菌的数量急剧减少时，便会向地表水中释放出土臭素，周期性地产生泥土气味。在酸性环境下，土臭素会被分解为无气味的烃类。
2006年，一种通过双功能天蓝色链霉菌酶生物合成土臭素的方法被发现。该土臭素合成酶通过两步反应直接催化法尼基焦磷酸转化为土臭素。尽管控制合成土臭素和2-甲基异莰醇的合成酶基因被挖掘、生物合成机制被提出，但生物调控产生土臭素的关键机制仍不明确，亟待研究。
然而并非所有蓝绿藻都能生产土臭素，分子生物学分析发现，土臭素合成酶的基因geoA只存在于能产生土臭素的蓝绿藻物种，而不存在于不能生产土臭素的蓝绿藻种中。

## 影响
有研究报道，人类的嗅觉系统对土臭素极其敏感，甚至可以感受到低至0.4 ppb浓度的土臭素存在。
部分淡水鱼的土腥味，也来自于土臭素，如鲤鱼和鲶鱼。土臭素和2-甲基异莰醇在脂肪和肌肉组织中富集，由于会在酸性条件下分解，这些鱼在烹饪时会加入食醋，来减少土味。饮用水中含有土臭素及其对映体时会散发出难闻的气味，通常会让消费者认为是水质差的缘故。
有研究报道称，土臭素会对循环水养殖系统中的三文鱼肉质、风味产生影响。

## 去除
有报道称，不能通过标准处理工艺从饮用水中去除土臭素。虽然可以通过粉末活性炭（PAC）或其他强氧化剂来有效减少饮用水中的土臭素及2-甲基异莰醇含量，但由于各地区水质的化学性质差异和公共事业成本等原因，很少会针对土臭素进行额外的去除操作。

## 延伸阅读
- Bear, I.J.; R.G. Thomas. . Nature. 1964, 201 (4923): 993–995. doi:10.1038/201993a0.
- Bear, I.J.; R.G. Thomas. . Nature. 1965, 207 (5005): 1415–1416. doi:10.1038/2071415a0.